# SIG SG550
SIG SG550은 스위스의 SAN Swiss Arms (과거 SIGARMS)에 의해 생산되는 돌격소총이다. SG550은 현재 대량 생산되는 돌격소총 중 가장 정확한 것으로 평가된다. 기본적으로 일체형 양각대와 접이식 개머리판을 가지고 있다.
이 화기는 AK-47과 같이 롱 스트로크 가스피스톤 방식, 회전 노리쇠 방식을 사용하며, 노리쇠의 폐쇄돌기 역시 AK-47과 유사하게 2개의 큰 돌기로 구성되어 있다.

## 탄약
스위스군 제식 SG550는 Gw Pat.90 5.6 mm 탄을 사용하며, 이 탄에 적합한 11.4인치에 1회전 강선을 가지고 있다. 과거 제식 소총을 교체할 때, 사격 훈련시 사거리를 바꾸는 것이 새 탄약을 설계하는 것보다 비용이 많이 들었다. 이에 따라 300m 정도의 사거리에서 안정된 탄도를 가지는 Gw Pat.90 탄을 개발하였다.
Gw Pat.90탄 구경이 5.6 mm라고 명시되어 있으나, 실제로는 5.56 × 45 mm NATO 탄과 호환된다. 11.4인치에 1회전 강선을 가지는 SG550에서 5.56 × 45 mm NATO 탄을 사용할 경우 Gw Pat.90 탄보다 정확도가 떨어진다. 5.56 × 45 mm NATO탄에 적합한 7인치에 1회전 강선을 가지는 SG550도 있다.
SG550은 20/30발들이 전용 반투명 탄창을 사용하며, 유효사거리는 기계식 조준기 사용시 약 400m, 광학 조준기 사용시 약 600m 정도이다.

## 변형

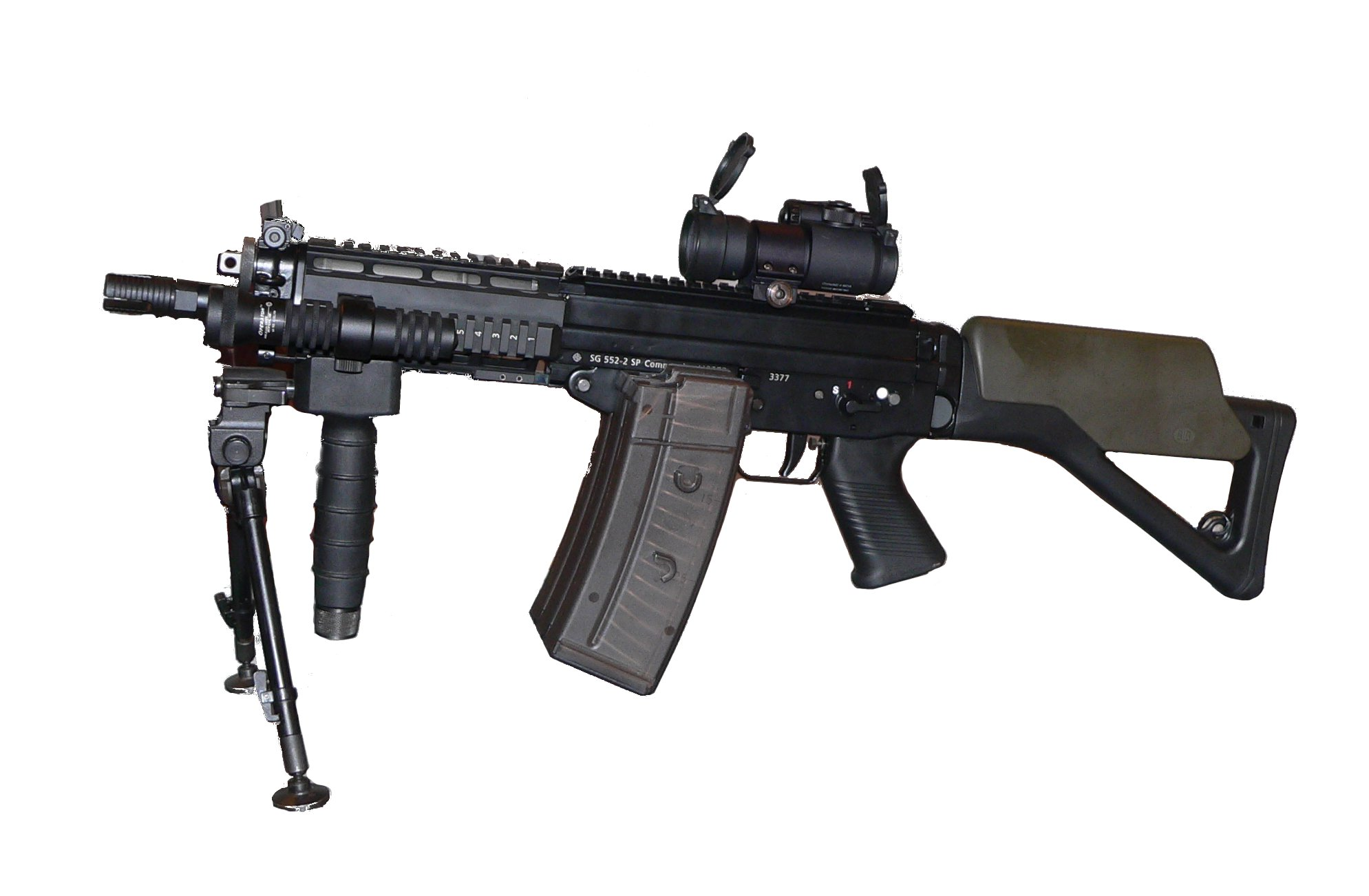
SIG 552

SIG SG550 스나이퍼
기본형에 손잡이 소염기를 교체하고 연사,점사모드를 제거하고 안전과 단발기능만을 탑재한 모델이다.
일부 모델 중에는 연사기능 또는 점사기능이 있는 것도 있으나 이는 저격형으로 만들어진 것이 아니라 후에 개조된 것들이다.
SIG SG551
SIG SG550의 단축형으로 총열은 SG552보다는 길고 SG550보다는 짧다.
작동 원리는 SG550과 같으며, 양각대, 총열 덮개는 호환되지 않지만 거의 모든 나머지 부품은 호환된다.
가격은 여전히 비싸지만 프랑스와 스페인, 대만, 미국 등 일부 국가의 특수부대를 중심으로 사용된다.
SIG SG552
SIG SG550의 파생형 중에서 가장 작은 변형이다. SIG 552는 세계 각국의 경찰 및 군대에 의해 사용되고 있다. 접철식 개머리판을 가지고 있다. 다른 모델들과 달리 점사 모드는 생략되어 있다.
미국의 네이비 씰과 데브그루 팀이 방청 코팅옵션을 첨부하여 2천 정을 요청했으나, 높은 가격(단가대비 M4의 12배)으로 인해 일부 수량만 조달받고 조달을 포기한 바 있다.
SIG SG553
2009년에 출시 된 변형으로, SG552에서 총열덮개에 레일을 추가한 버전이디. 기타 내용은 SG552와 동일하다.
7.62 x 39 mm탄을 사용하는SG553R 모델도 존재.
SIG 556
미국에 진출하기 위해 M16 계열의 탄창을 사용할 수 있도록 하고 분리 역시 상하부가 M16 소총과 유사하게 되도록 한 파생형이다. SG551을 바탕으로 한 것으로 미국에서 제조가 일부 이루어진다. 성능에 비해 가격이 저렴하여 시장에서 평가가 좋다. 칠레에서 라이선스 생산이 이루어지고 있다.
Swiss Arms SG751 SAPR
7.62 × 51 mm NATO탄을 사용한다.

## 사용 국가
- 대한민국: 해양경찰특공대(SSAT) (SIG 556의 10인치 모델)
- 독일: GSG-9, SEK (SG551, SG553)
- 루마니아: SG551
- 리투아니아: 특수부대 (SG551, SG552)
- 마카오: 경찰 특별행동조(GOE) (SG552)
- 말레이시아: 말레이시아 공군 (SG553)
- 모나코: 경찰 특수부대 USIVP (SG552)
- 몰타: SG551
- 미국: 미국 해군 특수전 개발단(DEVGRU) (SG551, SG552, SG553)
- 바티칸 시국: 스위스 근위대 (SG552)
- 베네수엘라
- 브라질: 브라질 연방 경찰 (SG550, SG551)
- 세르비아: 대테러부대 SAJ (SG552)
- 스위스: 스위스 육군 제식소총
- 스페인: SEO (SG551, SG552)
- 슬로바키아: 경찰 (SG551)
- 아르헨티나: SG553
- 영국: 육군 특수부대 SAS (SG553)
- 요르단: 요르단 육군 (SG550 SR)
- 이탈리아
- 이집트: 특수부대 (SG552)
- 인도: National Security Guard (SG551)
- 인도네시아: SG550 SR, SG552
- 중화민국: 경정서 위안특근대(警政署維安特勤隊) (SG551)
- 칠레
- 코스타리카
- 튀르키예: 대통령 경호부대 (SIG 556), 특수부대 (SG550 SR)
- 폴란드: 육군 특수부대 GROM (SG551)
- 프랑스: 육군 일부와 국가헌병대 특수부대 GIGN
- 핀란드: SG552

## 대중문화

### 영화 및 드라마
- 제이슨 본 시리즈

극중 CIA 암살조직 트레드스톤의 암살자들이 사용하는 돌격소총. 1편에서는 일반적인 돌격소총으로, 3편에서는 저격용 소총으로 사용된다.

### 게임
- S.T.A.L.K.E.R. 시리즈에서 프리덤 팩션이 주력으로 사용하는 무기이다.
- 카운터-스트라이크시리즈에서 SG552와 SG550 스나이퍼가 돌격소총으로 등장한다.
- 서든어택에서 SG556이 등장한다.
- A.V.A에서 SG552,SG550,SG556이 등장한다.
- 오퍼레이션7에서 SG55X으로 등장하는데, 다양한 개조로 인하여, 뒷자리 숫자를 X로 바꿨다. SG550, SG552, IG553, SG556, 밖에도 멋대로 다양한 개조 가능하다.
- 워페이스에서 Sig551,sig550(스나이퍼 버전)이 등장한다. (워페이스에서sig552는 6월27일 업데이트때 등장할 예정이다)
- 다잉라이트에서 군용 소총과 경찰 소총이라는 이름으로 등장한다. 군용소총은 연사가 빠르지만 위력이 약하고, 경찰소총은 위력이 적당하지만 연사가 느리다.
- 모던 스트라이크에 초반무기로 등장한다.
- 로블록스에 카운터-스트라이크 패러디 게임 카운터 블록스에서 게릴라군 돌격소총으로 등장한다.

## 같이 보기
- 베레타 AR-70/90
- FN FNC